# Francis Godolphin (Politiker, † 1652)
Francis Godolphin, of Treveneage (* um 1588; † 1652), war ein englischer Gutsherr und Politiker.
Er war der einzige Sohn von Sir William Godolphin (1547–1589) aus dessen Ehe mit Jane Gaverigan. Sein Vater hinterließ ihm das Gut Treveneage bei Pezance in Cornwall. Von 1640 bis 1648 war er im sogenannten Langen Parliament als Abgeordneter für das Borough St Ives Mitglied des englischen House of Commons. Im Gegensatz zu Verwandten im Hauptzweig der Familie Godolphin unterstütze er beim Ausbruch des Englischen Bürgerkriegs die Sache der Roundheads und saß einen Großteil der 1640er Jahre im Parlament. Es gibt allerdings keine Aufzeichnungen seiner Teilnahme nach Pride’s Purge. (Sein namensgleicher Cousin Sir Francis Godolphin, Gutsherr von Godolphin, war ebenfalls ein Mitglied des Langen Parliaments, wurde jedoch 1644 als Royalist ausgestoßen.)
Godolphin heiratete 1616 Ann Carew, Tochter des Richard Carew, und hatte mit ihr drei Kinder:
- Francis Godolphin, Gutsherr von Crowan in Cornwall;
- Catherine Godolphin, ⚭ John St Aubyn (1613–1684), Gutsherr von Clowance in Cornwall;
- Loveday Godolphin.

Er starb Anfang 1652 und wurde am 4. Februar 1652 in Crowan beerdigt.